# Майдан (Двор)
Майдан (хорв. Majdan) — населений пункт у Хорватії, у Сисацько-Мославинській жупанії у складі громади Двор.

## Населення
Населення за даними перепису 2011 року становило 11 осіб.
Динаміка чисельності населення поселення:

## Клімат
Середня річна температура становить 10,76 °C, середня максимальна – 24,63 °C, а середня мінімальна – -5,17 °C. Середня річна кількість опадів – 1120 мм.
| Клімат поселення                              | Клімат поселення | Клімат поселення | Клімат поселення | Клімат поселення | Клімат поселення | Клімат поселення | Клімат поселення | Клімат поселення | Клімат поселення | Клімат поселення | Клімат поселення | Клімат поселення | Клімат поселення |
| Показник                                      | Січ.             | Лют.             | Бер.             | Квіт.            | Трав.            | Черв.            | Лип.             | Серп.            | Вер.             | Жовт.            | Лист.            | Груд.            |                  |
| Середній максимум, °C                         | 7,68             | 8,90             | 12,95            | 16,94            | 21,40            | 24,63            | 23,36            | 22,86            | 19,36            | 14,84            | 9,37             | 5,73             |                  |
| Середня температура, °C                       | 1,24             | 2,47             | 6,52             | 10,50            | 14,97            | 18,20            | 19,97            | 19,48            | 15,98            | 11,47            | 6,00             | 2,34             |                  |
| Середній мінімум, °C                          | −5,17            | −3,96            | 0,10             | 4,08             | 8,54             | 11,77            | 16,58            | 16,10            | 12,60            | 8,06             | 2,60             | −1,03            |                  |
| Норма опадів, мм                              | 71               | 71               | 80               | 96               | 96               | 101              | 98               | 94               | 101              | 105              | 115              | 92               |                  |
| Середньомісячна швидкість вітру, м/с          | 1.58             | 1.72             | 2.10             | 2.02             | 1.86             | 1.70             | 1.63             | 1.51             | 1.50             | 1.59             | 1.65             | 1.68             |                  |
| Середньомісячна сонячна радіація, кДж/м²·день | 4423             | 7180             | 10840            | 15221            | 19408            | 21556            | 22631            | 19863            | 14633            | 9276             | 4924             | 3660             |                  |
| --------------------------------------------- | ---------------- | ---------------- | ---------------- | ---------------- | ---------------- | ---------------- | ---------------- | ---------------- | ---------------- | ---------------- | ---------------- | ---------------- | ---------------- |
| Джерело:                                      |                  |                  |                  |                  |                  |                  |                  |                  |                  |                  |                  |                  |                  |